# Gongle
Gongle (kinesiska: 共乐镇, 共乐) är en köping i Kina. Den ligger i provinsen Sichuan, i den sydvästra delen av landet, omkring 270 kilometer söder om provinshuvudstaden Chengdu. Antalet invånare är 30 957. Befolkningen består av 14 923 kvinnor och 16 034 män. Barn under 15 år utgör 29,0 %, vuxna 15-64 år 59 %, och äldre över 65 år 10,0 %.
Genomsnittlig årsnederbörd är 1 332 millimeter. Den regnigaste månaden är september, med i genomsnitt 230 mm nederbörd, och den torraste är december, med 25 mm nederbörd.